# Psychoda crenula
Psychoda crenula är en tvåvingeart som beskrevs av Quate 1962. Psychoda crenula ingår i släktet Psychoda och familjen fjärilsmyggor. Inga underarter finns listade i Catalogue of Life.